# Luna 20
Luna 20 (rusky Луна 20) byla další automatická meziplanetární sonda ze Sovětského svazu z programu Luna, která v roce 1972 dokázala přistát na Měsíci, odebrat vzorky horniny a vrátit se s nimi na Zemi. V katalogu COSPAR byla později označena jako 1972-007A.

## Popis sondy
Použitý typ E-8-5 byl vyroben, jako všechny sondy programu od Luny 9 výše, v konstrukčním středisku OKB Lavočkina, což je dnešní NPO Lavočkina v Chimkách. Hmotnost sondy byla při startu 5600 kg, výrobní číslo měla 408.  

## Průběh mise
Start nosné rakety Proton K/D se sondou byl odpoledne 14. února 1972  kosmodromu Bajkonur. Nejprve byla vynesena na nízkou oběžnou dráhu nad Zemí (též uváděna jako parkovací) a z ní pomocí nosné rakety pokračovala v letu směrem k Měsíci. Během přeletu byla provedena korekce dráhy a 18. února 1972 se sonda dostala na oběžnou dráhu Měsíce ve výši 100 km nad jejím povrchem. O tři dny později, tedy 21. února sonda měkce přistála na měsíčním povrchu na okraji Mare Fecunditatis (Moře plodnosti) v kráteru Apollonius C blízko zálivu Sinus Successus. O další den později sonda s pomocí vrtacího zařízení odebrala velmi tvrdý kousek horniny, dopravila jej svým manipulátorem do svých útrob. Krátce poté ze sondy odstartoval její návratový modul i se vzorkem na zpáteční cestu k Zemi. Dne 25. února se modul rozpojil na dvě části a samotné pouzdro se vzorkem přistálo na území Kazachstánu asi 40 km od Džezkazganu. Na Zem byl dopraven vzorek 100 gramů horniny, který byl následně zkoumán v laboratořích AV SSSR.

## Souvislosti
V programu Luna to byla třetí mise zaměřená na odběr horniny. V době letu Luny 20 již na Měsíci mělo za sebou pobyt na jeho povrchu postupně 9 amerických astronautů z programu Apollo, kteří zpět přivezli kilogramy vzorků, závod velmocí o Měsíc skončil. Byly ukončeny i ostatní bezpilotní programy, týkající se Měsíce (programy Zond, Ranger, Surveyor).